# Robert Walter Johnson
Pour les articles homonymes, voir Robert Johnson (homonymie) et Johnson.
Robert Walter Johnson (16 avril 1899 - 28 juin 1971) est un médecin et fondateur de l'Association américaine de tennis junior pour un programme de développement des jeunes Afro-Américains, où il a entraîné et favorisé la carrière de grands noms du tennis comme Arthur Ashe ou Althea Gibson.
Il est membre du International Tennis Hall of Fame depuis 2009.

## Biographie
Johnson fut diplômé de l'Université Lincoln en 1924, une Université traditionnellement noire. Il fit partie de la même promotion Melvin B. Tolson.
Johnson fut le premier médecin Afro-américain à avoir le droit de pratiquer à l'Hôpital général de Lynchburg, en Virginie. Johnson a poursuivi sa pratique médicale à Lynchburg durant toute sa carrière.
Connu comme le « parrain » du tennis noir, Johnson fonda, tous frais payés, un complexe de tennis pour les enfants afro-américains et engagea des moniteurs. Dans ces années de ségrégation dans le Sud, ils n'avaient pas de courts publics où ils pourraient apprendre le tennis, et beaucoup n'avaient pas d'argent pour se payer des leçons. Johnson a contribué à encourager la carrière sportive d'Althea Gibson et d'Arthur Ashe, qu'il a personnellement entrainés.

## Héritage et honneurs
- Robert Walter Johnson a été introduit au International Tennis Hall of Fame en 2009.
- Sa maison et son centre d'entrainement, ont été inscrits au Registre national des lieux historiques[1].
- Le Walter Johnson Health Center, grand centre de santé et d'éducation au centre-ville de Lynchburg, en Virginie, a été baptisé en son honneur.
- Le Dr. Robert Walter Johnson Memorial Invitational, Petersburg, Virginie[4]